# Il Quarto Stato (periodico)
Il Quarto Stato - Rivista socialista di cultura politica fu un settimanale di attualità politica fondato a Milano nel 1926 da Pietro Nenni e Carlo Rosselli, che ne furono anche i direttori.
Esso mutuava la propria testata dal famoso quadro omonimo di Giuseppe Pellizza da Volpedo.

Il primo numero della rivista, di chiara impronta antifascista, uscì il 27 marzo 1926, ma ebbe vita breve: l'ultimo numero uscì il 30 ottobre dello stesso anno.
Ebbe tra i suoi collaboratori Lelio Basso, Rodolfo Morandi e Giuseppe Saragat.

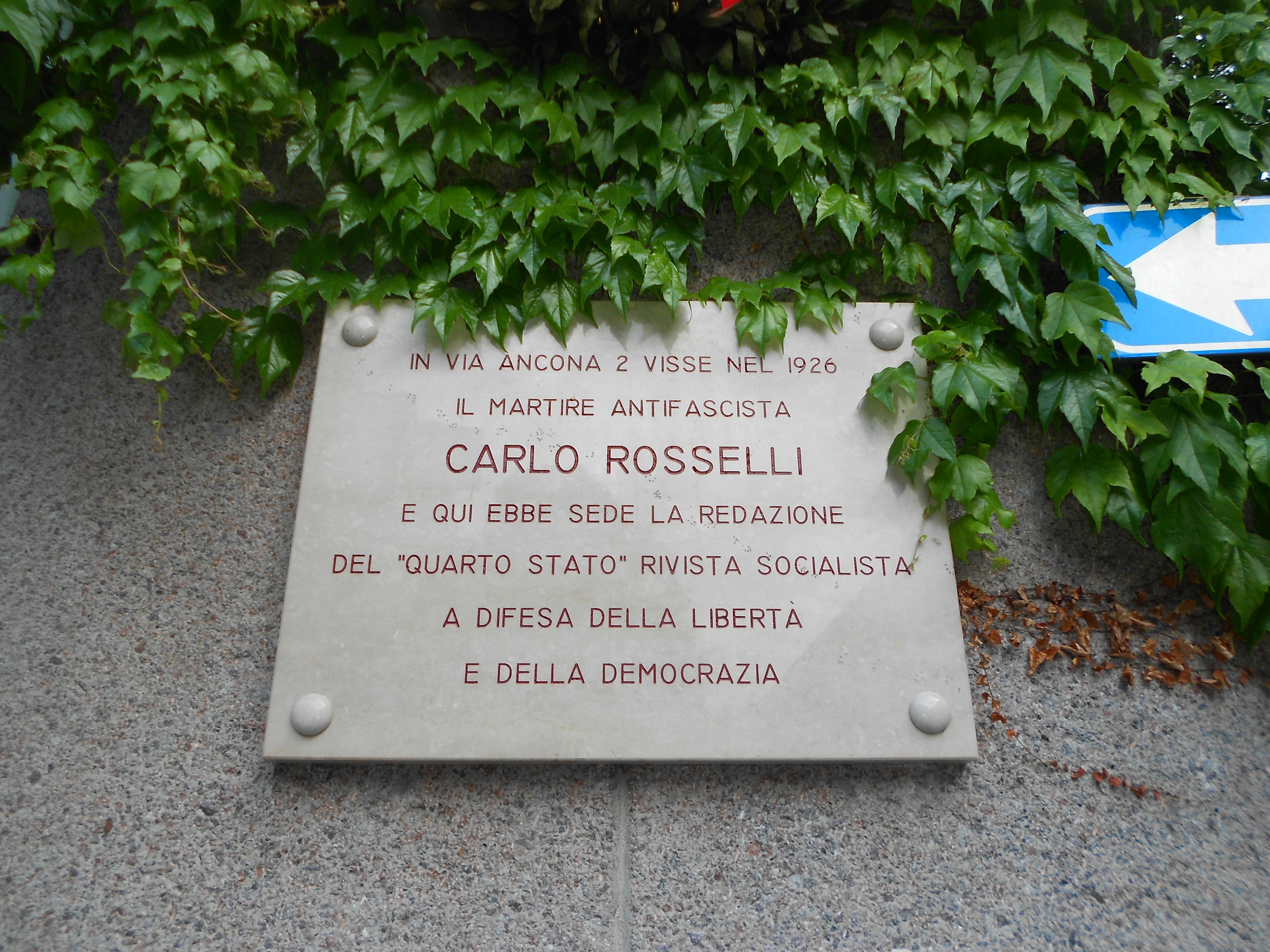
Milano - Lapide commemorativa:
«In via Ancona 2 visse nel 1926 il martire antifascista Carlo Rosselli e qui ebbe sede la redazione del Quarto Stato rivista socialista a difesa della libertà e della democrazia».